# Muttersprache (Album)
Muttersprache ist das achte Studioalbum der deutschen Sängerin Sarah Connor und ihr erstes in deutscher Sprache, das am 22. Mai 2015 von Polydor veröffentlicht wurde. Es ist nach ihrem vierten englischsprachigen Studioalbum Naughty but Nice (2005) Connors zweites Nummer-eins-Album.

## Hintergrund
Mit Muttersprache brachte Connor erstmals ein Album auf Deutsch heraus. Sie war an Text und Musik beteiligt. Die ersten zehn Lieder entstanden zusammen mit dem Produzenten-Trio von Rosenstolz, Peter Plate, Ulf Leo Sommer und Daniel Faust. Am 1. Mai 2015 erschien die erste Single des Albums Wie schön du bist. Sie belegte Platz zwei der deutschen Singlecharts. Das Mädchen im Musikvideo wird von Helena Siegmund-Schultze gespielt.
Das Studioalbum platzierte sich in Deutschland und in der Schweiz auf Platz eins der Charts. Fünf Monate nach Ersteintritt eroberte das Album im November 2015 erneut die deutsche Chartspitze. In der Deluxe-Edition sind drei der Lieder enthalten, die Connor 2014 bei Sing meinen Song – Das Tauschkonzert interpretiert hatte, dies sind Keiner ist wie du, Ich atme ein und I Feel Lonely. Ferner sind ihre selbstgeschriebenen englischsprachigen Songs Unlove You, Come Home und Close to Crazy auf dem Album enthalten.

## Rezeption
- Thomas Winkler, Musikkritiker der Zeit, zeigte sich „beeindruckt“ vom Album Muttersprache und bezeichnete es als „überwiegend positive Überraschung“: „Denn gemessen an dem, was deutscher Soulpop in den vergangenen Jahren so verbrochen hat, schwingt sich Sarah Connor mit Muttersprache aus dem Stand auf zur Einäugigen unter den Blinden.“[3]
- „Musikalisch ist bei den 13 Liedern die Zusammenarbeit mit dem früheren Rosenstolz-Produzententeam um Peter Plate herauszuhören: eingängige Mollmelodien, gezupfte Gitarren und Piano, hier und da ein Crescendo“, schreibt Johanna Bruckner in der Süddeutschen Zeitung und geht der Frage nach, ob Sarah Connor die neue Helene Fischer sei. Dies verneint sie, meint aber, dass Connor, wenn überhaupt, die bessere Helene Fischer sei.[4]

## Verkauf, Auszeichnungen und Promotion
Das Album wurde in Deutschland mit Elffach-Gold für 1.100.000 verkaufte Alben ausgezeichnet. In Österreich belegte Muttersprache den dritten Platz der Charts und wurde mit Platin ausgezeichnet. Bei der 25. Echo-Verleihung am 7. April 2016 erhielt Connor in der Kategorie „Künstlerin National Pop/Rock“ eine Auszeichnung. Muttersprache war zudem auch in der Kategorie „Album des Jahres“ nominiert. Im März 2016 begann die „Muttersprache-Tour“.

## Titelliste
1. Mit vollen Händen (Sarah Connor, Daniel Faust, Peter Plate, Ulf Leo Sommer) – 3:48
2. Wie schön du bist (Sarah Connor, Daniel Faust, Peter Plate, Ulf Leo Sommer) – 3:38
3. Halt mich (Sarah Connor, Daniel Faust, Peter Plate, Ulf Leo Sommer) – 3:10
4. Bedingungslos (Sarah Connor, Daniel Faust, Peter Plate, Ulf Leo Sommer) – 3:52
5. Kommst Du mit ihr (Sarah Connor, Daniel Faust, Peter Plate, Ulf Leo Sommer) – 3:24
6. Mein König (Sarah Connor, Daniel Faust, Peter Plate, Ulf Leo Sommer) – 4:13
7. Augen auf (Sarah Connor, Daniel Faust, Peter Plate, Ulf Leo Sommer) – 4:30
8. Deutsches Liebeslied (Sarah Connor, Daniel Faust, Peter Plate, Ulf Leo Sommer) – 4:46
9. Versprochen (Sarah Connor, Daniel Faust, Peter Plate, Ulf Leo Sommer) – 3:47
10. Anorak (Sarah Connor, Daniel Faust, Peter Plate, Ulf Leo Sommer) – 4:02
11. Meine Insel (Sarah Connor, Thilo Brandt, Pille Hillebrand) – 2:50
12. Wenn du da bist (Sarah Connor, Simon Triebel, Ali Zuckowski) – 3:24
13. Das Leben ist schön (Sarah Connor, Simon Triebel, Ali Zuckowski) – 3:17

Bonustracks (Deluxe-Edition)
1. Wie geht glücklich (Sarah Connor, Peter Plate, Ulf Leo Sommer, Carolina Bigge) – 4:14
2. Keiner ist wie du (Sing meinen Song – Das Tauschkonzert) (Gregor Meyle) – 4:00
3. Ich atme ein (Sing meinen Song – Das Tauschkonzert) (Frank Ramond/Matthias Hass) – 3:10
4. I Feel Lonely (Sing meinen Song – Das Tauschkonzert) (Stephan Baader, Michel Bernhard Kersting, Sascha Schmitz) – 3:30
5. Unlove You (Sarah Connor, Silvia Gordon) – 3:03
6. Come Home (Sarah Connor) – 2:39
7. Close to Crazy (Sarah Connor, Catt Gravitt) – 3:32

## Kommerzieller Erfolg

### Chartplatzierungen

#### Album
| ChartsChartplatzierungen | Höchstplatzierung | Wochen |
| ------------------------ | ----------------- | ------ |
| Deutschland (GfK)        | 1 (149 Wo.)       | 149    |
| Österreich (Ö3)          | 3 (98 Wo.)        | 98     |
| Schweiz (IFPI)           | 1 (67 Wo.)        | 67     |

| ChartsJahrescharts (2015) | Platzierung |
| ------------------------- | ----------- |
| Deutschland (GfK)         | 3           |
| Österreich (Ö3)           | 7           |
| Schweiz (IFPI)            | 23          |

| ChartsJahrescharts (2016) | Platzierung |
| ------------------------- | ----------- |
| Deutschland (GfK)         | 7           |
| Österreich (Ö3)           | 32          |
| Schweiz (IFPI)            | 42          |

| ChartsJahrescharts (2017) | Platzierung |
| ------------------------- | ----------- |
| Deutschland (GfK)         | 100         |

#### Singles
| Jahr | Titel               | Höchstplatzierung, Gesamtwochen, AuszeichnungChartplatzierungen (Jahr, Titel, , Platzierungen, Wochen, Auszeichnungen, Anmerkungen) | Höchstplatzierung, Gesamtwochen, AuszeichnungChartplatzierungen (Jahr, Titel, , Platzierungen, Wochen, Auszeichnungen, Anmerkungen) | Höchstplatzierung, Gesamtwochen, AuszeichnungChartplatzierungen (Jahr, Titel, , Platzierungen, Wochen, Auszeichnungen, Anmerkungen) | Anmerkungen                                                         |
| Jahr | Titel               | DE | AT | CH | Anmerkungen                                                         |
| --- | ------------------- | --- | --- | --- | ------------------------------------------------------------------- |
| 2015 | Wie schön du bist   | DE2 (45 Wo.)DE | AT11 (37 Wo.)AT | CH30 (22 Wo.)CH | Erstveröffentlichung: 1. Mai 2015 Verkäufe: + 600.000               |
| 2015 | Bedingungslos       | DE30 (14 Wo.)DE | AT38 (4 Wo.)AT | — | Erstveröffentlichung: 23. Oktober 2015                              |
| 2016 | Kommst Du mit ihr   | DE62 (8 Wo.)DE | — | — | Erstveröffentlichung: 4. März 2016                                  |
| 2016 | Bonnie & Clyde      | DE24 (11 Wo.)DE | AT39 (6 Wo.)AT | CH64 (1 Wo.)CH | Erstveröffentlichung: 23. September 2016 mit Henning Wehland        |
| 2016 | Augen auf           | DE87 (1 Wo.)DE | — | — | Erstveröffentlichung: 18. November 2016 Charteinstieg: 22. Mai 2015 |
| Folgende Lieder erschienen nicht als Single, wurden aber durch das Album zum Download und Streaming bereitgestellt und konnten somit eine Platzierung erlangen: |                     | | | |                                                                     |
| |                     | | | |                                                                     |
| 2015 | Das Leben ist schön | DE49 (2 Wo.)DE | — | — | Charteinstieg: 22. Mai 2015                                         |

### Auszeichnungen für Musikverkäufe
| Land/Region        | Auszeichnungen für Musikverkäufe (Land/Region, Auszeichnung, Verkäufe) | Verkäufe  |
| ------------------ | ---------------------------------------------------------------------- | --------- |
| Deutschland (BVMI) | 11× Gold                                                               | 1.100.000 |
| Österreich (IFPI)  | 3× Platin                                                              | 45.000    |
| Insgesamt          | 1× Gold · 8× Platin ·                                                  | 1.145.000 |